# Bacanius rugisternus
Bacanius rugisternus är en skalbaggsart som beskrevs av Wenzel 1944. Bacanius rugisternus ingår i släktet Bacanius och familjen stumpbaggar. Inga underarter finns listade i Catalogue of Life.